# Copa ABF
La Copa ABF fue una competición de balonmano femenino creada y gestionada por la extinta Asociación de Balonmano Femenino (ABF), disputada entre los años 2000 y 2012. Se celebraron 10 ediciones (las temporadas 2005-06 y 2009-10 no se disputaron por la renuncia de varios equipos de la Liga ABF).
Creada como espejo de la Copa Asobal, el título daba acceso a una plaza de la tercera competición europea (Copa Europea de la EHF femenina). Tras la renuncia a la asociación de la SD Itxako, Balonmano Bera Bera, Balonmano Sagunto, Balonmano Elche y Balonmano Alcobendas en 2009 la asociación fue perdiendo fuerza hasta su desaparición y reconversión en la AMBM.

## Sistema de competición
El primer año de la competición se realizó una copa con 16 equipos, en cuatro fases, donde participaron el Ferrobús Ku Mislata, Akaba Bera Bera, ALSA Elda Prestigio, CB Getasur, Vicar Goya Jarquil, Bosch E. Itxako, Juventud Leganés Royne, Manufacturas Teleno León, UE Lleida, ASISA Málaga, El Osito L'Eliana, CB Porriño, CB Rocasa, Caja Cantabria Verdaloe, Alucine Profiltek Sagunto y Costa Teguise Turística. En la fase final se enfrentaron los campeones de cada fase, en una final a 4. El primer campeón fue el Balonmano Mar Valencia tras una ajustada final ante el Ferrobús Ku Mislata (AD Amadeo Tortajada). 
El segundo y tercer año de la competición se enfrentaron los cuatro primeros clasificados de la temporada anterior. La temporada 2004-05 y la 2005-06 el torneo se disputó entre los seis equipos clasificados de la temporada anterior. De ahí, hasta su desaparición, el torneo se disputó entre los cuatro primeros clasificados de la temporada anterior (y, desde la escisión del 2009, los cuatro primeros clasificados de la temporada anterior que pertenecieran a la ABF).
El último campeón fue el Club Balonmano León, al imponerse al Elda Prestigio en la final que se celebró en Castro Urdiales.

## Resultados de las finales
| Edición                                 | Temporada | Campeón                  | Resultado     | Subcampeón                  | Sede            |
| --------------------------------------- | --------- | ------------------------ | ------------- | --------------------------- | --------------- |
| I                                       | 2000 - 01 | C, Bm. El Osito L'Eliana | 22-21         | Ferrobus Ku Mislata         | La Eliana       |
| II                                      | 2001 - 02 | C, Bm. El Osito L'Eliana | 36-33         | Ferrobus Mislata            | Mislata         |
| III                                     | 2002 - 03 | Bm. El Osito L'Eliana    | 24-23         | Bm ALSA Elda Prestigio      | San Sebastián   |
| IV                                      | 2003 - 04 | C. Bm. Osito L'Eliana    | 27-25         | SD Itxako                   | Estella         |
| V                                       | 2004 - 05 | Orsan Elda Prestigio     | 21-19         | Cementos La Unión Ribarroja | Preter          |
|                                         | 2005 - 06 | No se disputó            | No se disputó | No se disputó               | No se disputó   |
| VI                                      | 2006 - 07 | CLEBA                    | 26-25         | Astroc Sagunto              | León            |
| VII                                     | 2007 - 08 | Balonmano Parc Sagunt    | 25-23         | Cementos La Unión Ribarroja | Zaragoza        |
| VIII                                    | 2008 - 09 | Balonmano Astroc Sagunto | 39-26         | Akaba Bera Bera RT          | San Sebastián   |
|                                         | 2009 - 10 | No se disputó            | No se disputó | No se disputó               | No se disputó   |
| IX                                      | 2010 - 11 | CB Mar Alicante          | 23-22         | Elda Prestigio              | Alicante        |
| X                                       | 2011 - 12 | CLEBA                    | 28-24         | Elda Prestigio              | Castro Urdiales |
| Equipos con la nomenclatura de la época |           |                          |               |                             |                 |

## Palmarés
| Equipo              | Títulos | Subcampeonatos | Años campeones                     |
| ------------------- | ------- | -------------- | ---------------------------------- |
| Balonmano Sagunto   | 6       | 2              | 2001, 2002, 2003, 2004, 2008, 2009 |
| CLEBA               | 2       |                | 2007. 2012                         |
| CBF Elda            | 1       | 3              | 2005                               |
| Mar Alicante        | 1       |                | 2011                               |
| BM Mislata          |         | 3              |                                    |
| SD Itxako           |         | 1              |                                    |
| Balonmano Bera Bera |         | 1              |                                    |